# Isdera
Isdera es un fabricante privado de automóviles basado en un taller ubicado en Leonberg, Alemania. Los vehículos se fabrican a pedido de los compradores, que deben contactarse directamente con su Director Ejecutivo. El tiempo de espera para la fabricación de un modelo es de aproximadamente seis meses.

## Historia
La compañía fue fundada en 1969 por Eberhard Schulz, y su primer vehículo, el Isdera Erator GTE, fue por primera vez construido en 1970. Otros modelos famosos de la compañía fueron el Spyder 036i (1983), el Imperator 108i (1984) y el Imperator 033i Spyder (1986). Cada modelo fue presentado en el Salón del Automóvil de Ginebra.
El modelo más famoso en la historia de la compañía es el Isdera Commendatore 112i (1993). Este automóvil superdeportivo pesa 1450 kg (3190 lb), tiene un tiempo de aceleración 0-60 mi/h (0-100 km/h) de 4.7s y una velocidad máxima superior a 342 km/h (212 mi/h). El Commendatore tiene un diseño bajo, liso, con forma de bala y dos puertas que se abren hacia arriba. Un chasis electrónico, sensible a la velocidad, baja el vehículo tres pulgadas (76 mm) cuando va a grandes velocidades para mejorar la dirección. El coche se vende a US$466,000. El Commendatore 112i se nombró así en homenaje a Enzo Ferrari, que es conocido como "Il Commendatore", "el monje Maranello" y "el Papa del deporte mecánico"’. El automóvil es elegible en el videojuego Need for Speed II.

## Galería
|                                       |
| Isdera Erator GTE (1969) (Prototipo). |

|                            |
| Isdera Spyder 036i (1983). |

|                               |
| Isdera Imperator 108i (1984). |

|                                  |
| Isdera Commendatore 112i (1993). |

|                                    |
| Isdera Autobahnkurier 116i (2006). |

|                                |
| Isdera Commendatore GT (2018). |